# 뜻밖의 히어로즈
《뜻밖의 히어로즈》는 2017년 12월 18일부터 2017년 12월 29일까지 방송한 대한민국의 웹드라마이다.

## 줄거리
학교 생활은 수치였던 고교생 3인방이 장기, 인체조직을 이식받은 뒤 생긴 초능력으로 의문의 사건을 해결하는 판타지 수사물이다.

## 등장 인물

### 주요 인물
- 최종훈 : 민수호 역
- 이민혁 : 배준영 역
- 김소혜 : 이윤지 역
- 박하나 : 노들희 역

### 그외 인물들
- 강두 : 김민철 역
- 이승형 : 민형사 역
- 민효원 : 강수지 역
- 최설 : 윤형사 역
- 한춘일 : 부동산할아버지 역
- 최재성 : 김사장 역
- 김용호 : 도둑 역

### 특별출연
- 정헌 : 노상윤 역